# Golfo de Cagliari

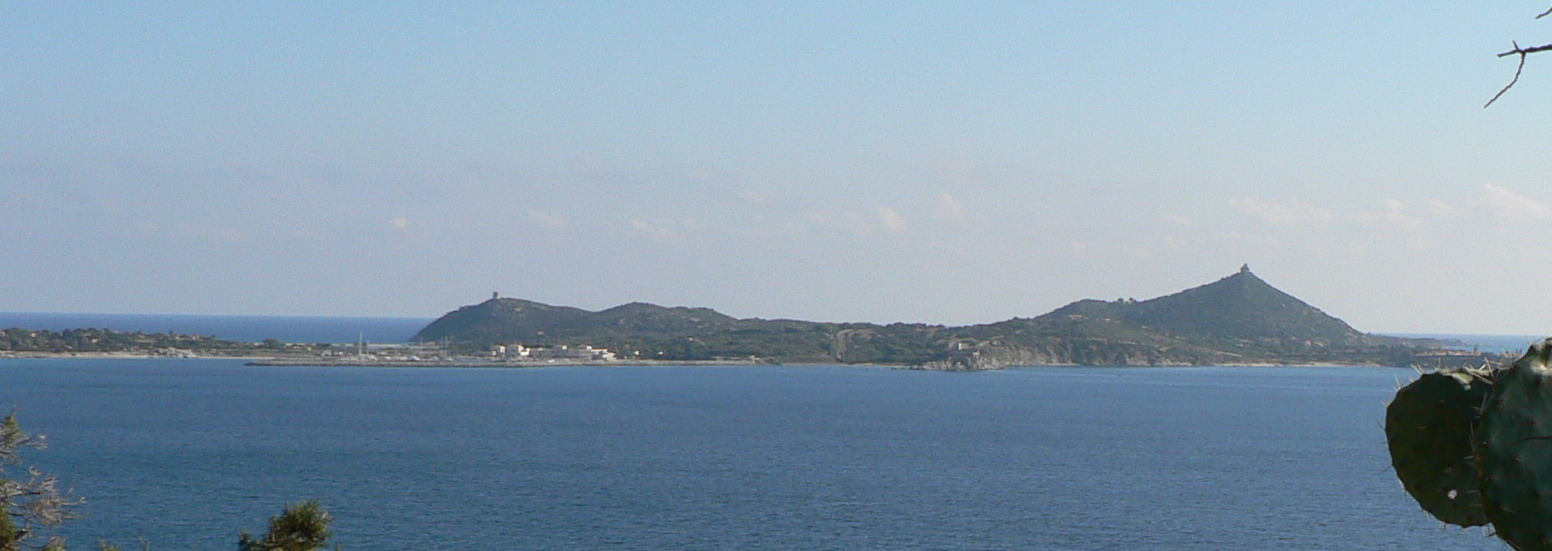
Vista del cabo Carbonara.

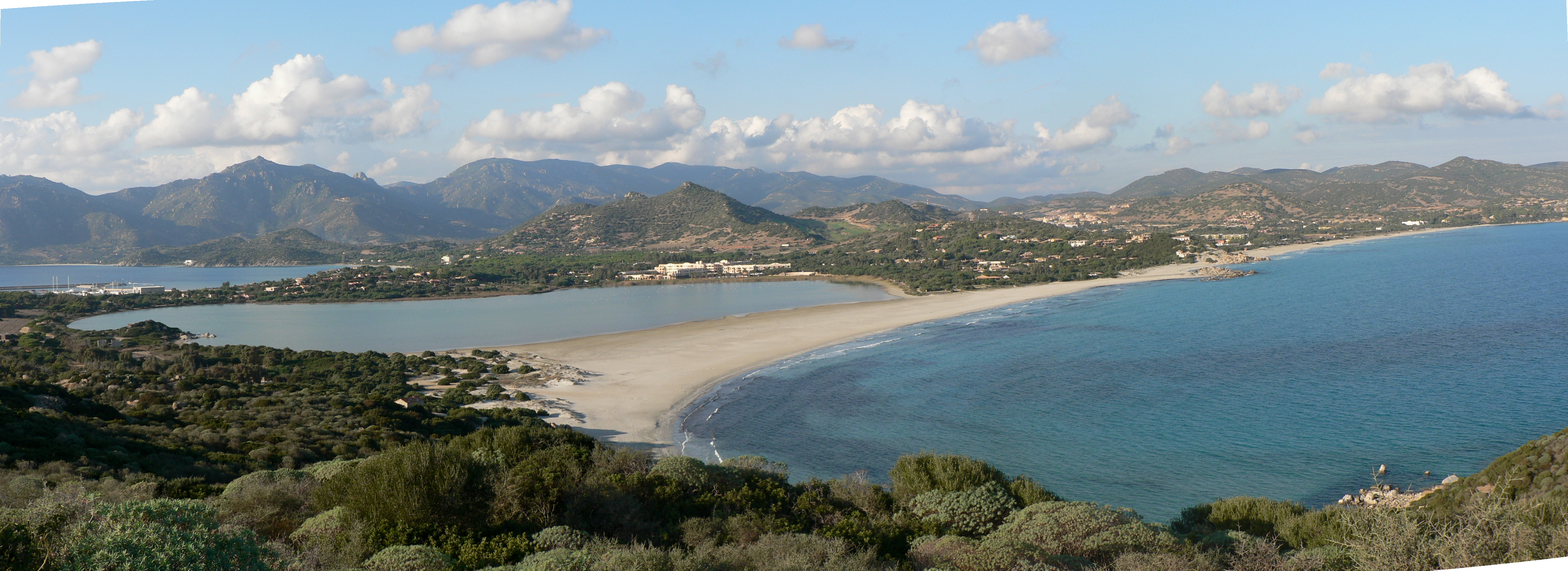
Vista del golfo desde el cabo Carbonara.

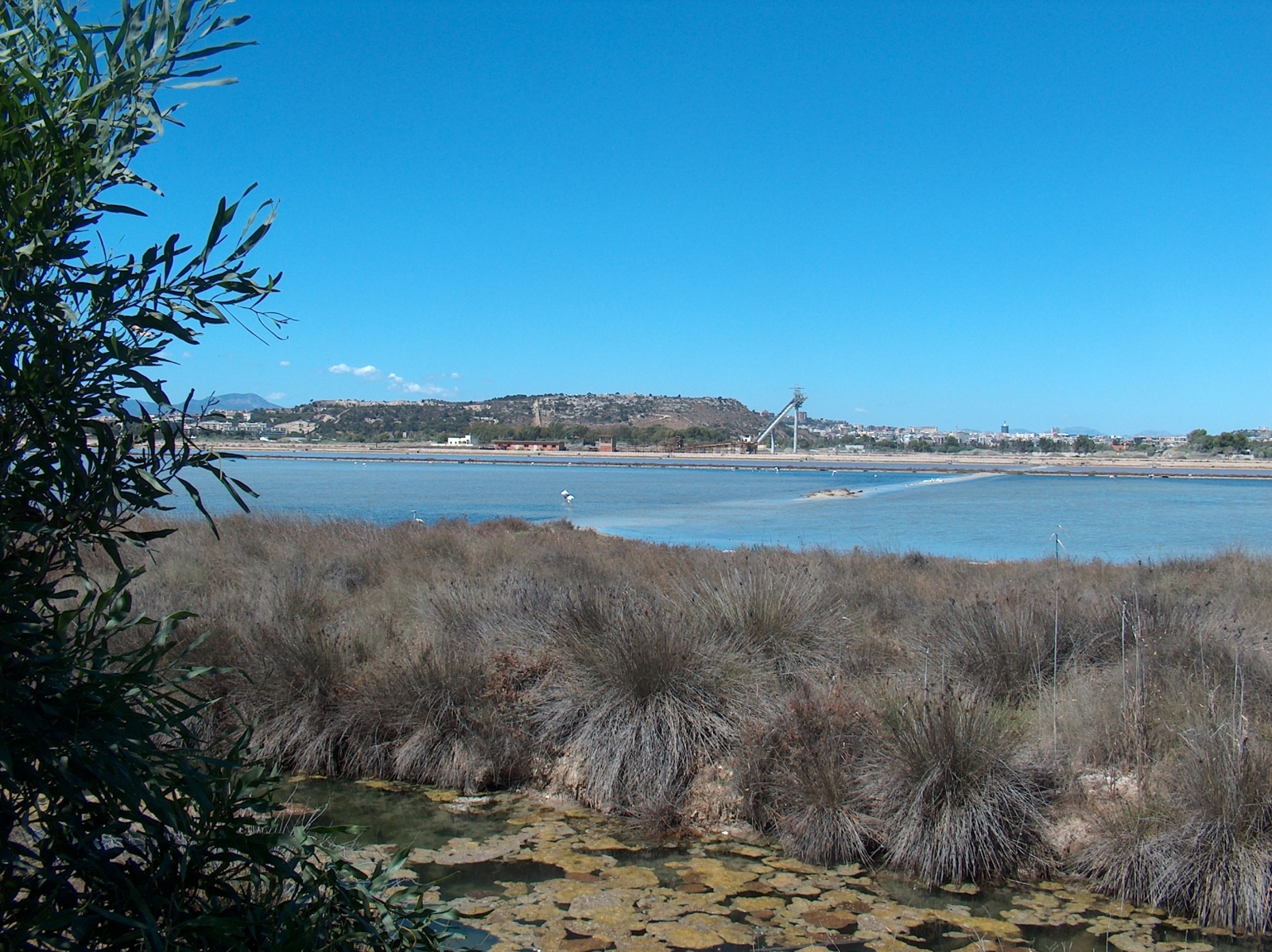
Estanque de Molentargius, una salina del Parque regional Molentargius-Salina.

El golfo de Cagliari o golfo de los Ángeles (del italiano: Golfo degli Angeli), es una amplia bahía de Italia situada frente al mar Tirreno, en la parte sur de la costa de Cerdeña, que toma su nombre de la ciudad de Cagliari.

## Geografía
Está limitado, al este, por el cabo Carbonara y la isla de las coles (isola dei Cavoli) y, al oeste, por el cabo Spartivento, perteneciendo todo el golfo a la ciudad metropolitana de Cagliari. La boca, orientada al sur, tiene una anchura de unos 42 km. La costa es en parte arenosa y en parte rocosa, con un perfil algo dentado con algunas pequeñas ensenadas. Las playas están situadas principalmente en el tramo más interior, mientras que la mayoría de los arrecifes se encuentran en la más externa. En el centro del golfo se encuentra el promontorio de San Elías, en el municipio de Cagliari. 
El único puerto equipado para transportar mercancías y pasajeros es Cagliari, una ensenada natural desde la que hay buenas vistas al casco antiguo de la ciudad. Hay otros puertos artificiales, como el vecino Porto Canale en el estanque de Cagliari, equipado para el transporte internacional de contenedores y el puerto de la refinería de petróleo Sarroch, de hecho, un muelle de atraque para los buques cisterna. Hay pequeños puertos recreativos a lo largo de la costa, siendo el más importante el de Marina Piccola, situado en la parte oriental del promontorio de San Elías. 
Toda la costa está salpicada de asentamientos residenciales turísticos que son parte de las comunas de Domus de Maria,  Pula, Villa San Pietro, Sarroch, Capoterra, Cagliari, Quartu Sant'Elena, Sinnai y Villasimius. Cagliari es la única ciudad habitada que realmente domina el golfo, mientras que otros centros se encuentran a pocos kilómetros de la costa. 
Las playas más populares se encuentran en baia Chia, Santa Margherita di Pula, Nora, La Maddalena, Cagliari, Quartu Sant'Elena, de Flumini Quartu, Foxi, Torre delle Stelle, Solanas, Geremeas, Villasimius y Cabo Carbonara. Numerosas playas pequeñas se encuentran diseminadas a lo largo de la costa en pequeñas bahías que alternan con tramos de acantilado. La más importante por su extensión y el número de visitantes es el Poetto, una franja natural de 8 km que separa el golfo del estanque Molentargius, delante de la ciudad de Cagliari y Quartu Sant 'Elena. 
Los arrecifes están formados por formaciones rocosas esquistosas o de granito, que se extienden en correspondencia al monti del Sulcis al oeste y al de Sarrabus al este, además del promontorio de piedra caliza en el centro de San Elías. 
Los asentamientos industriales más importantes son la refinería de petróleo de Saras, en Sarroch, y las adyacentes plantas petroquímicas. 

## Áreas de interés natural
Están representadas por lagunas costeras situadas a lo largo de la costa central, como los estanques Capoterra, Cagliari y el Molentargius. Son humedales de agua salobre sujetos a protección debido a que acogen un gran número de aves. También son uno de los principales puntos de paso de la emigración de los flamencos rosas. En los dos estanques próximos a Cagliari (estanques de Cagliari y Molentargius) se encuentran las cuencas de evaporación de dos salinas históricas. Otro humedal de menor importancia y extensión es la Laguna de Nora. 
También es de interés la Sella del Diavolo, una cresta caliza ensillada que orna la parte superior del tramo este del promontorio de San Elías y que domina la playa de Poetto. 

## Áreas de interés cultural
La más importante es Nora, sitio arqueológico de la púnica y romana. Este es el asentamiento más importante de la antigüedad. También se pueden  mencionar las torres erigidas por los aragoneses a lo largo de la costa para detectar las incursiones de los sarracenos. 

## Curiosidades
La toponimia del golfo y del promontorio de San Elías se asocian con una leyenda. Dios quería ofrecer como regalo a los ángeles una tierra en que vivir cuando la encontrase. Después de una larga búsqueda, encontraron Cerdeña, el único lugar donde no reina el odio y la maldad y el pueblo vivía en paz dedicado a los pastos y la agricultura. Dios cumplió su promesa y los ángeles se establecieron allí. Esto desencadenó la envidia de Lucifer, que trató de instigar el conflicto entre los ángeles a desalojarlos de esta tierra, pero ellos se opusieron y emprendieron una batalla  desencadenando en el golfo olas muy altas que hicieron descabalgar a Lucifer de su caballo. El arcángel Gabriel emergió triunfante del golfo con la espada en la mano mientras descabalgo a Lucifer de la montura de su caballo en el promontorio de San Elías en el punto en que hoy podemos ver la cresta pintoresca llamado precisamente Sella del Diavolo.